# 15e étape du Tour d'Italie 2020
Pour un article plus général, voir Tour d'Italie 2020.
La 15e étape du Tour d'Italie 2020 se déroule le dimanche 18 octobre 2020, entre l'Aéroport de Rivolto et Piancavallo, sur une distance de 185 km.

## Déroulement de la course
La formation Sunweb fait exploser le peloton dans la montée finale : à 7,3 km de l'arrivée, Jai Hindley n'est plus accompagné que de son leader Wilco Kelderman et de Tao Geoghegan Hart. Le trio se détache définitivement, les trois hommes restent ensemble jusque dans les derniers hectomètres. Geoghegan Hart lance le sprint et s'adjudge l'étape, avec 2 secondes d'avance sur Kelderman et 4 sur Hindley. Le maillot rose termine à 37 secondes, Majka à 1 minute 22, Konrad à 1 minute 29, Bilbao, Fuglsang et Nibali à 1 minute 36, Masnada à 1 minute 38, Pozzovivo à 1 minute 54 et McNulty à 2 minutes 43. Dans l'échappée, Giovanni Visconti passe en tête les deux premiers cols du jour, puis est 3e au sommet du suivant, et s'empare ainsi du maillot bleu. Almeida conserve son maillot rose, mais ne possède plus que 15 secondes d'avance sur Kelderman. A près de 3 minutes du leader, Hindley grimpe sur le podium mais n'a qu'une seconde d'avance sur le vainqueur du jour. Le reste du Top 10 (Bilbao, Majka, Nibali, Pozzovivo, Konrad et Masnada) se tient en un peu plus d'une minute.

## Résultats

### Classement de l'étape
| \| Classement de l'étape \| Classement de l'étape \| Classement de l'étape \| Classement de l'étape \| Classement de l'étape \| \| Coureur \| Coureur \| Pays \| Équipe \| Temps \| \| --------------------- \| --------------------- \| --------------------- \| --------------------- \| --------------------- \| \| 1er \| Tao Geoghegan Hart \| Royaume-Uni \| Ineos Grenadiers \| 4 h 58 min 52 s \| \| 2e \| Wilco Kelderman \| Pays-Bas \| Team Sunweb \| + 2 s \| \| 3e \| Jai Hindley \| Australie \| Team Sunweb \| + 4 s \| \| 4e \| João Almeida \| Portugal \| Deceuninck-Quick Step \| + 37 s \| \| 5e \| Rafał Majka \| Pologne \| Bora-Hansgrohe \| + 1 min 22 s \| \| 6e \| Patrick Konrad \| Autriche \| Bora-Hansgrohe \| + 1 min 29 s \| \| 7e \| James Knox \| Royaume-Uni \| Deceuninck-Quick Step \| + 1 min 36 s \| \| 8e \| Pello Bilbao \| Espagne \| Bahrain McLaren \| + 1 min 36 s \| \| 9e \| Jakob Fuglsang \| Danemark \| Astana \| + 1 min 36 s \| \| 10e \| Vincenzo Nibali \| Italie \| Trek-Segafredo \| + 1 min 36 s \| |                    |             |                       |                 |
| |                    |             |                       |                 |
| Source : ProCyclingStats |                    |             |                       |                 |
| Classement de l'étape |                    |             |                       |                 |
| Coureur | Coureur            | Pays        | Équipe                | Temps           |
| 1er | Tao Geoghegan Hart | Royaume-Uni | Ineos Grenadiers      | 4 h 58 min 52 s |
| 2e | Wilco Kelderman    | Pays-Bas    | Team Sunweb           | + 2 s           |
| 3e | Jai Hindley        | Australie   | Team Sunweb           | + 4 s           |
| 4e | João Almeida       | Portugal    | Deceuninck-Quick Step | + 37 s          |
| 5e | Rafał Majka        | Pologne     | Bora-Hansgrohe        | + 1 min 22 s    |
| 6e | Patrick Konrad     | Autriche    | Bora-Hansgrohe        | + 1 min 29 s    |
| 7e | James Knox         | Royaume-Uni | Deceuninck-Quick Step | + 1 min 36 s    |
| 8e | Pello Bilbao       | Espagne     | Bahrain McLaren       | + 1 min 36 s    |
| 9e | Jakob Fuglsang     | Danemark    | Astana                | + 1 min 36 s    |
| 10e | Vincenzo Nibali    | Italie      | Trek-Segafredo        | + 1 min 36 s    |

### Points attribués pour le classement par points
| Sprint intermédiaire Villa Santina (km 81,3) | Sprint intermédiaire Villa Santina (km 81,3) | Sprint intermédiaire Villa Santina (km 81,3) | Sprint intermédiaire Villa Santina (km 81,3) | Sprint intermédiaire Villa Santina (km 81,3) |
| -------------------------------------------- | -------------------------------------------- | -------------------------------------------- | -------------------------------------------- | -------------------------------------------- |
|                                              | Coureur                                      | Pays                                         | Équipe                                       | Point(s)                                     |
| 1er                                          | Andrea Vendrame                              | Italie                                       | AG2R La Mondiale                             | 12                                           |
| 2e                                           | Thomas De Gendt                              | Belgique                                     | Lotto-Soudal                                 | 8                                            |
| 3e                                           | Giovanni Visconti                            | Italie                                       | Vini Zabù-KTM                                | 6                                            |
| 4e                                           | Sergio Samitier                              | Espagne                                      | Movistar                                     | 5                                            |
| 5e                                           | Manuele Boaro                                | Italie                                       | Astana                                       | 4                                            |
| 6e                                           | Davide Villella                              | Italie                                       | Movistar                                     | 3                                            |
| 7e                                           | Daniel Navarro                               | Espagne                                      | Israel Start-Up Nation                       | 2                                            |
| 8e                                           | Rohan Dennis                                 | Australie                                    | Ineos Grenadiers                             | 1                                            |
| modifier                                     |                                              |                                              |                                              |                                              |

| Arrivée d'étape Piancavallo (km 185) | Arrivée d'étape Piancavallo (km 185) | Arrivée d'étape Piancavallo (km 185) | Arrivée d'étape Piancavallo (km 185) | Arrivée d'étape Piancavallo (km 185) |
| ------------------------------------ | ------------------------------------ | ------------------------------------ | ------------------------------------ | ------------------------------------ |
|                                      | Coureur                              | Pays                                 | Équipe                               | Point(s)                             |
| 1er                                  | Tao Geoghegan Hart                   | Royaume-Uni                          | Ineos Grenadiers                     | 15                                   |
| 2e                                   | Wilco Kelderman                      | Pays-Bas                             | Sunweb                               | 12                                   |
| 3e                                   | Jai Hindley                          | Australie                            | Sunweb                               | 9                                    |
| 4e                                   | João Almeida                         | Portugal                             | Deceuninck-Quick Step                | 7                                    |
| 5e                                   | Rafał Majka                          | Pologne                              | Bora-Hansgrohe                       | 6                                    |
| 6e                                   | Patrick Konrad                       | Autriche                             | Bora-Hansgrohe                       | 5                                    |
| 7e                                   | James Knox                           | Royaume-Uni                          | Deceuninck-Quick Step                | 4                                    |
| 8e                                   | Peio Bilbao                          | Espagne                              | Bahrain-McLaren                      | 3                                    |
| 9e                                   | Jakob Fuglsang                       | Danemark                             | Astana                               | 2                                    |
| 10e                                  | Vincenzo Nibali                      | Italie                               | Trek-Segafredo                       | 1                                    |
| modifier                             |                                      |                                      |                                      |                                      |

### Points attribués pour le classement du meilleur grimpeur
| Ciola (km 65,1) 2e catégorie (9,6 km à 6,7%) | Ciola (km 65,1) 2e catégorie (9,6 km à 6,7%) | Ciola (km 65,1) 2e catégorie (9,6 km à 6,7%) | Ciola (km 65,1) 2e catégorie (9,6 km à 6,7%) | Ciola (km 65,1) 2e catégorie (9,6 km à 6,7%) |
| -------------------------------------------- | -------------------------------------------- | -------------------------------------------- | -------------------------------------------- | -------------------------------------------- |
|                                              | Coureur                                      | Pays                                         | Équipe                                       | Point(s)                                     |
| 1er                                          | Giovanni Visconti                            | Italie                                       | Vini Zabù-KTM                                | 18                                           |
| 2e                                           | Matthew Holmes                               | Royaume-Uni                                  | Lotto-Soudal                                 | 8                                            |
| 3e                                           | Andrea Vendrame                              | Italie                                       | AG2R La Mondiale                             | 6                                            |
| 4e                                           | Thomas De Gendt                              | Belgique                                     | Lotto-Soudal                                 | 4                                            |
| 5e                                           | Rohan Dennis                                 | Australie                                    | Ineos Grenadiers                             | 2                                            |
| 6e                                           | Davide Villella                              | Italie                                       | Movistar                                     | 1                                            |
| modifier                                     |                                              |                                              |                                              |                                              |

| Forcella di Monte Rest (km 105,2) 2e catégorie (7,4 km à 7,7%) | Forcella di Monte Rest (km 105,2) 2e catégorie (7,4 km à 7,7%) | Forcella di Monte Rest (km 105,2) 2e catégorie (7,4 km à 7,7%) | Forcella di Monte Rest (km 105,2) 2e catégorie (7,4 km à 7,7%) | Forcella di Monte Rest (km 105,2) 2e catégorie (7,4 km à 7,7%) |
| -------------------------------------------------------------- | -------------------------------------------------------------- | -------------------------------------------------------------- | -------------------------------------------------------------- | -------------------------------------------------------------- |
|                                                                | Coureur                                                        | Pays                                                           | Équipe                                                         | Point(s)                                                       |
| 1er                                                            | Giovanni Visconti                                              | Italie                                                         | Vini Zabù-KTM                                                  | 18                                                             |
| 2e                                                             | Thomas De Gendt                                                | Belgique                                                       | Lotto-Soudal                                                   | 8                                                              |
| 3e                                                             | Rohan Dennis                                                   | Australie                                                      | Ineos Grenadiers                                               | 6                                                              |
| 4e                                                             | Matthew Holmes                                                 | Royaume-Uni                                                    | Lotto-Soudal                                                   | 4                                                              |
| 5e                                                             | Davide Villella                                                | Italie                                                         | Movistar                                                       | 2                                                              |
| 6e                                                             | Sergio Samitier                                                | Espagne                                                        | Movistar                                                       | 1                                                              |
| modifier                                                       |                                                                |                                                                |                                                                |                                                                |

| Forcella di Pala Barzana (km 143,4) 2e catégorie (9,2 km à 5%) | Forcella di Pala Barzana (km 143,4) 2e catégorie (9,2 km à 5%) | Forcella di Pala Barzana (km 143,4) 2e catégorie (9,2 km à 5%) | Forcella di Pala Barzana (km 143,4) 2e catégorie (9,2 km à 5%) | Forcella di Pala Barzana (km 143,4) 2e catégorie (9,2 km à 5%) |
| -------------------------------------------------------------- | -------------------------------------------------------------- | -------------------------------------------------------------- | -------------------------------------------------------------- | -------------------------------------------------------------- |
|                                                                | Coureur                                                        | Pays                                                           | Équipe                                                         | Point(s)                                                       |
| 1er                                                            | Rohan Dennis                                                   | Australie                                                      | Ineos Grenadiers                                               | 18                                                             |
| 2e                                                             | Thomas De Gendt                                                | Belgique                                                       | Lotto-Soudal                                                   | 8                                                              |
| 3e                                                             | Giovanni Visconti                                              | Italie                                                         | Vini Zabù-KTM                                                  | 6                                                              |
| 4e                                                             | Sergio Samitier                                                | Espagne                                                        | Movistar                                                       | 4                                                              |
| 5e                                                             | Andrea Vendrame                                                | Italie                                                         | AG2R La Mondiale                                               | 2                                                              |
| 6e                                                             | Davide Villella                                                | Italie                                                         | Movistar                                                       | 1                                                              |
| modifier                                                       |                                                                |                                                                |                                                                |                                                                |

| Piancavallo (km 184) 1re catégorie (14,3 km à 7,8%) | Piancavallo (km 184) 1re catégorie (14,3 km à 7,8%) | Piancavallo (km 184) 1re catégorie (14,3 km à 7,8%) | Piancavallo (km 184) 1re catégorie (14,3 km à 7,8%) | Piancavallo (km 184) 1re catégorie (14,3 km à 7,8%) |
| --------------------------------------------------- | --------------------------------------------------- | --------------------------------------------------- | --------------------------------------------------- | --------------------------------------------------- |
|                                                     | Coureur                                             | Pays                                                | Équipe                                              | Point(s)                                            |
| 1er                                                 | Tao Geoghegan Hart                                  | Royaume-Uni                                         | Ineos Grenadiers                                    | 40                                                  |
| 2e                                                  | Wilco Kelderman                                     | Pays-Bas                                            | Sunweb                                              | 18                                                  |
| 3e                                                  | Jai Hindley                                         | Australie                                           | Sunweb                                              | 12                                                  |
| 4e                                                  | João Almeida                                        | Portugal                                            | Deceuninck-Quick Step                               | 9                                                   |
| 5e                                                  | Rafał Majka                                         | Pologne                                             | Bora-Hansgrohe                                      | 6                                                   |
| 6e                                                  | Patrick Konrad                                      | Autriche                                            | Bora-Hansgrohe                                      | 4                                                   |
| 7e                                                  | James Knox                                          | Royaume-Uni                                         | Deceuninck-Quick Step                               | 2                                                   |
| 8e                                                  | Peio Bilbao                                         | Espagne                                             | Bahrain-McLaren                                     | 1                                                   |
| modifier                                            |                                                     |                                                     |                                                     |                                                     |

### Points attribués pour le classement des sprints intermédiaires
| Sprint intermédiaire Villa Santina (km 81,3) | Sprint intermédiaire Villa Santina (km 81,3) | Sprint intermédiaire Villa Santina (km 81,3) | Sprint intermédiaire Villa Santina (km 81,3) | Sprint intermédiaire Villa Santina (km 81,3) |
| -------------------------------------------- | -------------------------------------------- | -------------------------------------------- | -------------------------------------------- | -------------------------------------------- |
|                                              | Coureur                                      | Pays                                         | Équipe                                       | Point(s)                                     |
| 1er                                          | Andrea Vendrame                              | Italie                                       | AG2R La Mondiale                             | 10                                           |
| 2e                                           | Thomas De Gendt                              | Belgique                                     | Lotto-Soudal                                 | 6                                            |
| 3e                                           | Giovanni Visconti                            | Italie                                       | Vini Zabù-KTM                                | 3                                            |
| 4e                                           | Sergio Samitier                              | Espagne                                      | Movistar                                     | 2                                            |
| 5e                                           | Manuele Boaro                                | Italie                                       | Astana                                       | 1                                            |
| modifier                                     |                                              |                                              |                                              |                                              |

| Sprint intermédiaire Poffabro (km 135,9) | Sprint intermédiaire Poffabro (km 135,9) | Sprint intermédiaire Poffabro (km 135,9) | Sprint intermédiaire Poffabro (km 135,9) | Sprint intermédiaire Poffabro (km 135,9) |
| ---------------------------------------- | ---------------------------------------- | ---------------------------------------- | ---------------------------------------- | ---------------------------------------- |
|                                          | Coureur                                  | Pays                                     | Équipe                                   | Point(s)                                 |
| 1er                                      | Thomas De Gendt                          | Belgique                                 | Lotto-Soudal                             | 10                                       |
| 2e                                       | Rohan Dennis                             | Australie                                | Ineos Grenadiers                         | 6                                        |
| 3e                                       | Giovanni Visconti                        | Italie                                   | Vini Zabù-KTM                            | 3                                        |
| 4e                                       | Sergio Samitier                          | Espagne                                  | Movistar                                 | 2                                        |
| 5e                                       | Davide Villella                          | Italie                                   | Movistar                                 | 1                                        |
| modifier                                 |                                          |                                          |                                          |                                          |

### Bonifications
|   | Coureur           | Pays      | Équipe           | Secondes |
| - | ----------------- | --------- | ---------------- | -------- |
| 1 | Thomas De Gendt   | Belgique  | Lotto-Soudal     | 3 s      |
| 2 | Rohan Dennis      | Australie | Ineos Grenadiers | 2 s      |
| 3 | Giovanni Visconti | Italie    | Vini Zabù-KTM    | 1 s      |

|   | Coureur            | Pays        | Équipe           | Secondes |
| - | ------------------ | ----------- | ---------------- | -------- |
| 1 | Tao Geoghegan Hart | Royaume-Uni | Ineos Grenadiers | 10 s     |
| 2 | Wilco Kelderman    | Pays-Bas    | Sunweb           | 6 s      |
| 3 | Jai Hindley        | Australie   | Sunweb           | 4 s      |

## Classements à l'issue de l'étape

### Classement général
| \| Classement général \| Classement général \| Classement général \| Classement général \| Classement général \| \| Coureur \| Coureur \| Pays \| Équipe \| Temps \| \| ------------------ \| ------------------ \| ------------------ \| --------------------- \| ------------------ \| \| 1er \| João Almeida \| Portugal \| Deceuninck-Quick Step \| 59 h 27 min 38 s \| \| 2e \| Wilco Kelderman \| Pays-Bas \| Team Sunweb \| + 15 s \| \| 3e \| Jai Hindley \| Australie \| Team Sunweb \| + 2 min 56 s \| \| 4e \| Tao Geoghegan Hart \| Royaume-Uni \| Ineos Grenadiers \| + 2 min 57 s \| \| 5e \| Pello Bilbao \| Espagne \| Bahrain McLaren \| + 3 min 10 s \| \| 6e \| Rafał Majka \| Pologne \| Bora-Hansgrohe \| + 3 min 18 s \| \| 7e \| Vincenzo Nibali \| Italie \| Trek-Segafredo \| + 3 min 29 s \| \| 8e \| Domenico Pozzovivo \| Italie \| NTT Pro Cycling \| + 3 min 50 s \| \| 9e \| Patrick Konrad \| Autriche \| Bora-Hansgrohe \| + 4 min 09 s \| \| 10e \| Fausto Masnada \| Italie \| Deceuninck-Quick Step \| + 4 min 12 s \| |                    |             |                       |                  |
| |                    |             |                       |                  |
| Source : ProCyclingStats |                    |             |                       |                  |
| Classement général |                    |             |                       |                  |
| Coureur | Coureur            | Pays        | Équipe                | Temps            |
| 1er | João Almeida       | Portugal    | Deceuninck-Quick Step | 59 h 27 min 38 s |
| 2e | Wilco Kelderman    | Pays-Bas    | Team Sunweb           | + 15 s           |
| 3e | Jai Hindley        | Australie   | Team Sunweb           | + 2 min 56 s     |
| 4e | Tao Geoghegan Hart | Royaume-Uni | Ineos Grenadiers      | + 2 min 57 s     |
| 5e | Pello Bilbao       | Espagne     | Bahrain McLaren       | + 3 min 10 s     |
| 6e | Rafał Majka        | Pologne     | Bora-Hansgrohe        | + 3 min 18 s     |
| 7e | Vincenzo Nibali    | Italie      | Trek-Segafredo        | + 3 min 29 s     |
| 8e | Domenico Pozzovivo | Italie      | NTT Pro Cycling       | + 3 min 50 s     |
| 9e | Patrick Konrad     | Autriche    | Bora-Hansgrohe        | + 4 min 09 s     |
| 10e | Fausto Masnada     | Italie      | Deceuninck-Quick Step | + 4 min 12 s     |

| Classement par points | Classement par points | Classement par points | Classement par points       | Classement par points |
| Coureur               | Coureur               | Pays                  | Équipe                      | Points                |
| --------------------- | --------------------- | --------------------- | --------------------------- | --------------------- |
| 1er                   | Arnaud Démare         | France                | Groupama-FDJ                | 221 pts               |
| 2e                    | Peter Sagan           | Slovaquie             | Bora-Hansgrohe              | 184 pts               |
| 3e                    | João Almeida          | Portugal              | Deceuninck-Quick Step       | 90 pts                |
| 4e                    | Diego Ulissi          | Italie                | UAE Team Emirates           | 77 pts                |
| 5e                    | Filippo Ganna         | Italie                | Ineos Grenadiers            | 66 pts                |
| 6e                    | Patrick Konrad        | Autriche              | Bora-Hansgrohe              | 56 pts                |
| 7e                    | Simon Pellaud         | Suisse                | Androni Giocattoli-Sidermec | 50 pts                |
| 8e                    | Andrea Vendrame       | Italie                | AG2R La Mondiale            | 49 pts                |
| 9e                    | Wilco Kelderman       | Pays-Bas              | Team Sunweb                 | 40 pts                |
| 10e                   | Davide Ballerini      | Italie                | Deceuninck-Quick Step       | 40 pts                |

| Classement par points | Classement par points | Classement par points | Classement par points       | Classement par points |
| Coureur               | Coureur               | Pays                  | Équipe                      | Points                |
| --------------------- | --------------------- | --------------------- | --------------------------- | --------------------- |
| 1er                   | Arnaud Démare         | France                | Groupama-FDJ                | 221 pts               |
| 2e                    | Peter Sagan           | Slovaquie             | Bora-Hansgrohe              | 184 pts               |
| 3e                    | João Almeida          | Portugal              | Deceuninck-Quick Step       | 90 pts                |
| 4e                    | Diego Ulissi          | Italie                | UAE Team Emirates           | 77 pts                |
| 5e                    | Filippo Ganna         | Italie                | Ineos Grenadiers            | 66 pts                |
| 6e                    | Patrick Konrad        | Autriche              | Bora-Hansgrohe              | 56 pts                |
| 7e                    | Simon Pellaud         | Suisse                | Androni Giocattoli-Sidermec | 50 pts                |
| 8e                    | Andrea Vendrame       | Italie                | AG2R La Mondiale            | 49 pts                |
| 9e                    | Wilco Kelderman       | Pays-Bas              | Team Sunweb                 | 40 pts                |
| 10e                   | Davide Ballerini      | Italie                | Deceuninck-Quick Step       | 40 pts                |

| Classement de la montagne | Classement de la montagne | Classement de la montagne | Classement de la montagne   | Classement de la montagne |
| Coureur                   | Coureur                   | Pays                      | Équipe                      | Points                    |
| ------------------------- | ------------------------- | ------------------------- | --------------------------- | ------------------------- |
| 1er                       | Giovanni Visconti         | Italie                    | Vini Zabù-Brado-KTM         | 118 pts                   |
| 2e                        | Ruben Guerreiro           | Portugal                  | EF Pro Cycling              | 87 pts                    |
| 3e                        | Filippo Ganna             | Italie                    | Ineos Grenadiers            | 48 pts                    |
| 4e                        | Tao Geoghegan Hart        | Royaume-Uni               | Ineos Grenadiers            | 45 pts                    |
| 5e                        | Jonathan Castroviejo      | Espagne                   | Ineos Grenadiers            | 45 pts                    |
| 6e                        | Jonathan Caicedo          | Équateur                  | EF Pro Cycling              | 40 pts                    |
| 7e                        | Simon Pellaud             | Suisse                    | Androni Giocattoli-Sidermec | 39 pts                    |
| 8e                        | Wilco Kelderman           | Pays-Bas                  | Team Sunweb                 | 34 pts                    |
| 9e                        | Matthew Holmes            | Royaume-Uni               | Lotto-Soudal                | 32 pts                    |
| 10e                       | Rohan Dennis              | Australie                 | Ineos Grenadiers            | 28 pts                    |

| Classement de la montagne | Classement de la montagne | Classement de la montagne | Classement de la montagne   | Classement de la montagne |
| Coureur                   | Coureur                   | Pays                      | Équipe                      | Points                    |
| ------------------------- | ------------------------- | ------------------------- | --------------------------- | ------------------------- |
| 1er                       | Giovanni Visconti         | Italie                    | Vini Zabù-Brado-KTM         | 118 pts                   |
| 2e                        | Ruben Guerreiro           | Portugal                  | EF Pro Cycling              | 87 pts                    |
| 3e                        | Filippo Ganna             | Italie                    | Ineos Grenadiers            | 48 pts                    |
| 4e                        | Tao Geoghegan Hart        | Royaume-Uni               | Ineos Grenadiers            | 45 pts                    |
| 5e                        | Jonathan Castroviejo      | Espagne                   | Ineos Grenadiers            | 45 pts                    |
| 6e                        | Jonathan Caicedo          | Équateur                  | EF Pro Cycling              | 40 pts                    |
| 7e                        | Simon Pellaud             | Suisse                    | Androni Giocattoli-Sidermec | 39 pts                    |
| 8e                        | Wilco Kelderman           | Pays-Bas                  | Team Sunweb                 | 34 pts                    |
| 9e                        | Matthew Holmes            | Royaume-Uni               | Lotto-Soudal                | 32 pts                    |
| 10e                       | Rohan Dennis              | Australie                 | Ineos Grenadiers            | 28 pts                    |

| Classement du meilleur jeune | Classement du meilleur jeune | Classement du meilleur jeune | Classement du meilleur jeune | Classement du meilleur jeune |
| Coureur                      | Coureur                      | Pays                         | Équipe                       | Temps                        |
| ---------------------------- | ---------------------------- | ---------------------------- | ---------------------------- | ---------------------------- |
| 1er                          | João Almeida                 | Portugal                     | Deceuninck-Quick Step        | 59 h 27 min 38 s             |
| 2e                           | Jai Hindley                  | Australie                    | Team Sunweb                  | + 2 min 56 s                 |
| 3e                           | Tao Geoghegan Hart           | Royaume-Uni                  | Ineos Grenadiers             | + 2 min 57 s                 |
| 4e                           | Brandon McNulty              | États-Unis                   | UAE Team Emirates            | + 4 min 29 s                 |
| 5e                           | James Knox                   | Royaume-Uni                  | Deceuninck-Quick Step        | + 8 min 55 s                 |
| 6e                           | Sergio Samitier              | Espagne                      | Movistar Team                | + 20 min 43 s                |
| 7e                           | Aurélien Paret-Peintre       | France                       | AG2R La Mondiale             | + 26 min 38 s                |
| 8e                           | Matteo Fabbro                | Italie                       | Bora-Hansgrohe               | + 31 min 56 s                |
| 9e                           | Sam Oomen                    | Pays-Bas                     | Team Sunweb                  | + 32 min 00 s                |
| 10e                          | Attila Valter                | Hongrie                      | CCC Team                     | + 35 min 27 s                |

| Classement du meilleur jeune | Classement du meilleur jeune | Classement du meilleur jeune | Classement du meilleur jeune | Classement du meilleur jeune |
| Coureur                      | Coureur                      | Pays                         | Équipe                       | Temps                        |
| ---------------------------- | ---------------------------- | ---------------------------- | ---------------------------- | ---------------------------- |
| 1er                          | João Almeida                 | Portugal                     | Deceuninck-Quick Step        | 59 h 27 min 38 s             |
| 2e                           | Jai Hindley                  | Australie                    | Team Sunweb                  | + 2 min 56 s                 |
| 3e                           | Tao Geoghegan Hart           | Royaume-Uni                  | Ineos Grenadiers             | + 2 min 57 s                 |
| 4e                           | Brandon McNulty              | États-Unis                   | UAE Team Emirates            | + 4 min 29 s                 |
| 5e                           | James Knox                   | Royaume-Uni                  | Deceuninck-Quick Step        | + 8 min 55 s                 |
| 6e                           | Sergio Samitier              | Espagne                      | Movistar Team                | + 20 min 43 s                |
| 7e                           | Aurélien Paret-Peintre       | France                       | AG2R La Mondiale             | + 26 min 38 s                |
| 8e                           | Matteo Fabbro                | Italie                       | Bora-Hansgrohe               | + 31 min 56 s                |
| 9e                           | Sam Oomen                    | Pays-Bas                     | Team Sunweb                  | + 32 min 00 s                |
| 10e                          | Attila Valter                | Hongrie                      | CCC Team                     | + 35 min 27 s                |

| Classement par équipes | Classement par équipes | Classement par équipes | Classement par équipes |
| Équipe                 | Équipe                 | Pays                   | Temps                  |
| ---------------------- | ---------------------- | ---------------------- | ---------------------- |
| 1re                    | Ineos Grenadiers       | Royaume-Uni            | 178 h 33 min 42 s      |
| 2e                     | Deceuninck-Quick Step  | Belgique               | + 1 min 24 s           |
| 3e                     | Team Sunweb            | Allemagne              | + 6 min 52 s           |
| 4e                     | Bora-Hansgrohe         | Allemagne              | + 17 min 42 s          |
| 5e                     | Bahrain McLaren        | Bahreïn                | + 38 min 42 s          |
| 6e                     | Movistar Team          | Espagne                | + 52 min 42 s          |
| 7e                     | Trek-Segafredo         | États-Unis             | + 1 h 07 min 45 s      |
| 8e                     | CCC Team               | Pologne                | + 1 h 12 min 11 s      |
| 9e                     | Astana                 | Kazakhstan             | + 1 h 22 min 21 s      |
| 10e                    | AG2R La Mondiale       | France                 | + 1 h 29 min 56 s      |

| Classement par équipes | Classement par équipes | Classement par équipes | Classement par équipes |
| Équipe                 | Équipe                 | Pays                   | Temps                  |
| ---------------------- | ---------------------- | ---------------------- | ---------------------- |
| 1re                    | Ineos Grenadiers       | Royaume-Uni            | 178 h 33 min 42 s      |
| 2e                     | Deceuninck-Quick Step  | Belgique               | + 1 min 24 s           |
| 3e                     | Team Sunweb            | Allemagne              | + 6 min 52 s           |
| 4e                     | Bora-Hansgrohe         | Allemagne              | + 17 min 42 s          |
| 5e                     | Bahrain McLaren        | Bahreïn                | + 38 min 42 s          |
| 6e                     | Movistar Team          | Espagne                | + 52 min 42 s          |
| 7e                     | Trek-Segafredo         | États-Unis             | + 1 h 07 min 45 s      |
| 8e                     | CCC Team               | Pologne                | + 1 h 12 min 11 s      |
| 9e                     | Astana                 | Kazakhstan             | + 1 h 22 min 21 s      |
| 10e                    | AG2R La Mondiale       | France                 | + 1 h 29 min 56 s      |

## Abandons
- Sebastián Molano (UAE Emirates) : non-partant
- Nicolas Edet (Cofidis) : abandon
- Jhonatan Narváez (Ineos Grenadiers) : abandon
- Gianluca Brambilla (Trek-Segafredo) : abandon